# Шманенко, Василий Кузьмич
Василий Кузьмич Шманенко — советский военачальник, генерал-лейтенант.

## Биография
Родился в 1902 году в деревне Шморова. Член ВКП(б) с 1920 года.
Василий Кузьмич начинал свою трудовую биографию в 20-е годы прошлого века слесарем на Енакиевском металлургическом заводе, а затем связал свою жизнь с армией. 
С 1920 года — на военной службе. 
В 1920—1960 гг. — на политических должностях в РККА и Советской Армии, комиссар соединения, начальник Политуправления Забайкальского округа, участник Великой Отечественной войны, член Военного совета 36-й армии, Забайкальского военного округа, Архангельского военного округа, Беломорского военного округа, Уральского военного округа.
Избирался депутатом Верховного Совета РСФСР 4-го созыва.
Умер в Донецке в 1965 году.
Похоронен  в Енакиево на Ватутинском кладбище.